# Lobivia titicacensis
Lobivia titicacensis là một loài thực vật có hoa trong họ Cactaceae. Loài này được (Cárdenas) J. Ullmann mô tả khoa học đầu tiên năm 1992.